# 다원커우 문화
다원커우 문화(大汶口文化, 기원전 4300년경~기원 전 2600년경)는 산둥성을 비롯한 중국 북부(화북)에 있었던 신석기 시대 후기의 문화이다. 다원커우 문화에 속하는 유적은 황하(黃河) 하류의 산둥성(山東省) 타이안시(泰安市) 부근에서 많이 발견되었지만, 황해 연안과 보하이만 남안에서 루시 평원(魯西平原)의 동부, 회하(淮河) 북안 일대에까지 넓게 퍼져 있고, 인접하는 안후이성, 허난성, 장쑤성에서도 일부가 발견되고 있다.

## 역사

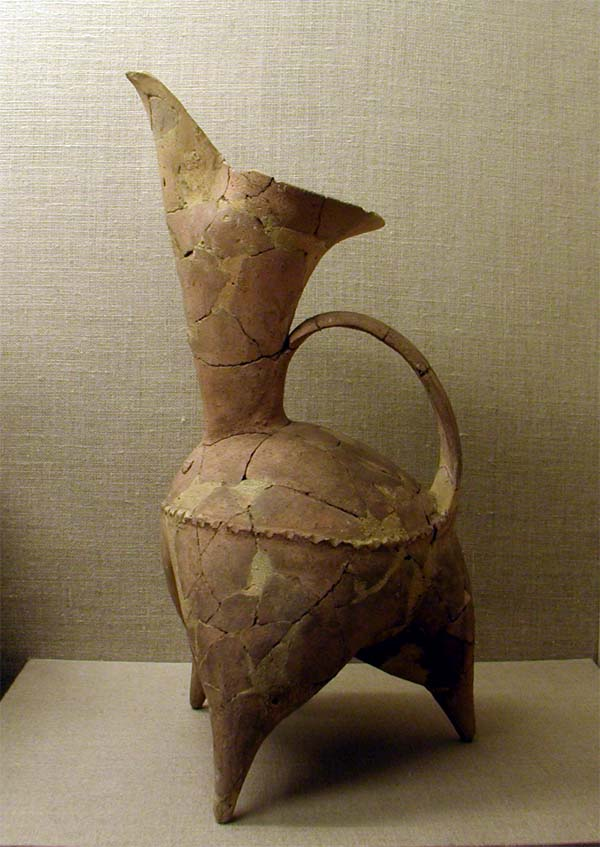
르자오시(日照市) 쥐현(莒縣)에서 출토된 다원커우 문화의 토기

다원커우 문화라는 이름은 1959년에 산둥성 타이안 시 다이웨 구의 다원커우(大汶口)진에서 발견된 신석기 시대의 유적에서 유래한다. 1962년부터 발굴이 시작되어, 1964년에 다원커우 문화라고 이름 붙여졌지만, 이후 출토품에서 이 문화가 양사오 문화와 같은 시기거나 그보다 더 오래된 것이 확인되었다.
발굴은 1974년과 1978년에도 진행되었지만, 다원커우 문화와 관계된 것은 유적의 층 안에서도 중간 부분에서만, 깊은 층은 베이신 문화(기원 전 5300년 ~ 기원 전 4100년)에 새로운 층은 룽산 문화(기원 전 3000년 ~ 기원 전 2000년)와 관계된 특징을 찾아 볼 수 있다. 다원커우 문화의 유적에서는 터키석, 비취, 상아 등으로 만든 가공품, 및 도기가 많이 발견되고 있다.
다원커우 문화는 초기(기원 전 4100년 ~ 기원 전 3500년), 중기(기원 전 3500년 ~ 기원 전 3000년), 후기(기원 전 3000년 ~ 기원 전 2600년)로 크게 세 시기로 나뉜다. 초기는 발굴품에서 보여지는 바와 같이 출토된 인골의 성별 등에서 계급차이는 크지 않았다고 생각할 수 있는 당시 사회는 모계 씨족 공동체였다고 추측되고 있다. 이 시기는 삼족의 도기(도기로 만든 세 개 다리의 조리기로 다리가 길다)나 홍도로 완성된 솥(3개의 다리가 달린 그릇) 등 다양한 형태를 한 도기가 특징적이다. 또 초기도 후기에는 흙으로 만든 분묘도 많아진다.
중기에 들어가면 출토되는 도기가 홍도에서 회도, 흑도가 증가하며, 크기나 문양, 형태의 다양함이 나타난다. 또 사회가 부계 씨족 공동체로 바뀌어 부계 사회가 확립되었음을 알 수 있다.
후기에 들어가면 분묘 안에 목제 관이 나타난다. 다원커우 문화도 부계 씨족 공동체의 말기에 들어가면 계층화가 진행되어, 부장품이 없는 분묘가 있고, 대량의 부장품이 발견되는 분묘도 있다. 토기는 회도, 흑도가 주류가 이루게 되어, 그릇의 두께는 얇고 정교하게 변해가며, 흑도나 란각도(卵殻陶, 알 껍질과 같이 얇은 도기)를 특징으로 하는 룽산 문화로 연결된다.

## 문화
다원커우 사회는 소위 "군장국가"에 해당하며, 지배적인 씨족 집단이 마을에 지배력을 행사했으나 권력은 강압보다는 종교적 권위를 통해 나타났을 가능성이 크다. 이들의 직접적 조상인 베이신 문화와는 달리 다원커우 사람들은 폭력적인 충돌에 자주 연루되었다. 학자들은 이들이 토지, 작물, 가축, 명예 상품 따위를 약탈하곤 했을 것이라고 추정한다.
당시 이 일대의 온난 습윤한 기후는 다양한 작물에 적합했을 것이나, 대부분 지역에서는 기장을 재배한 것을 알 수 있다. 그러나 남부 다원커우 문화권에서는 쌀이 더 중요한 작물이었으며 이는 후기에 가서 더 명확해진다. 산둥성 남부에서 발견된 인간 유해에 대한 분석 결과 상류층 사람들의 식단은 주로 쌀이었고 일반 사람들은 주로 기장을 먹었다. 이들은 닭, 개, 돼지, 소를 키웠으나 말을 길들인 증거는 발견되지 않는다. 특히 돼지 유해가 85%로 가장 풍부하게 발견되어 돼지가 주요한 가축이었다고 여겨진다. 해산물도 주요한 식단 중 하나였다. 초기에는 생선과 다양한 조개 더미가 발견되어 주식이었음을 알 수 있으며 후기에는 덜 빈번해지나 여전히 식단의 중요한 부분을 차지했다.
유해에서는 두개골을 변형시키거나 치아를 삭마(削磨)하는 인체 변형 풍습의 흔적이 흔하게 발견된다. 기원전 3천년 경으로 비정되는 다원커우 사람의 두개골에서는 천두술의 흔적이 발견되었다. 치아는 시노돈트에 해당한다.

## 기원
원시 오스트로네시아어족 인구와 연관이 있다는 학설이 있으나 유전적으로나 신체적으로 중국 남부나 대만의 신석기 주민과는 상당히 구별된다. DNA 검사에서는 산동의 신석기 주민이 고대 북부 동아시아인(Ancient Northern East Asian) 인구집단과 더 가깝다는 결과가 나왔다.

## 같이 보기
- 중국의 신석기 문화 목록
- 황하 문명
- 베이신 문화
- 양사오 문화
- 룽산 문화
- 중국의 신석기 시대 그림 문자